# Stadion Kaliningrad
Stadion Kaliningrad (ros. Стадион Калининград), również Ariena Bałtika (Арена Балтика) – stadion piłkarski w Królewcu, na którym swoje mecze rozgrywa Bałtika Kaliningrad. Jeden z stadionów Mistrzostw Świata w Piłce Nożnej 2018 w Rosji. Maksymalna pojemność trybun wynosi 35 212 miejsc.

## Projekt i budowa

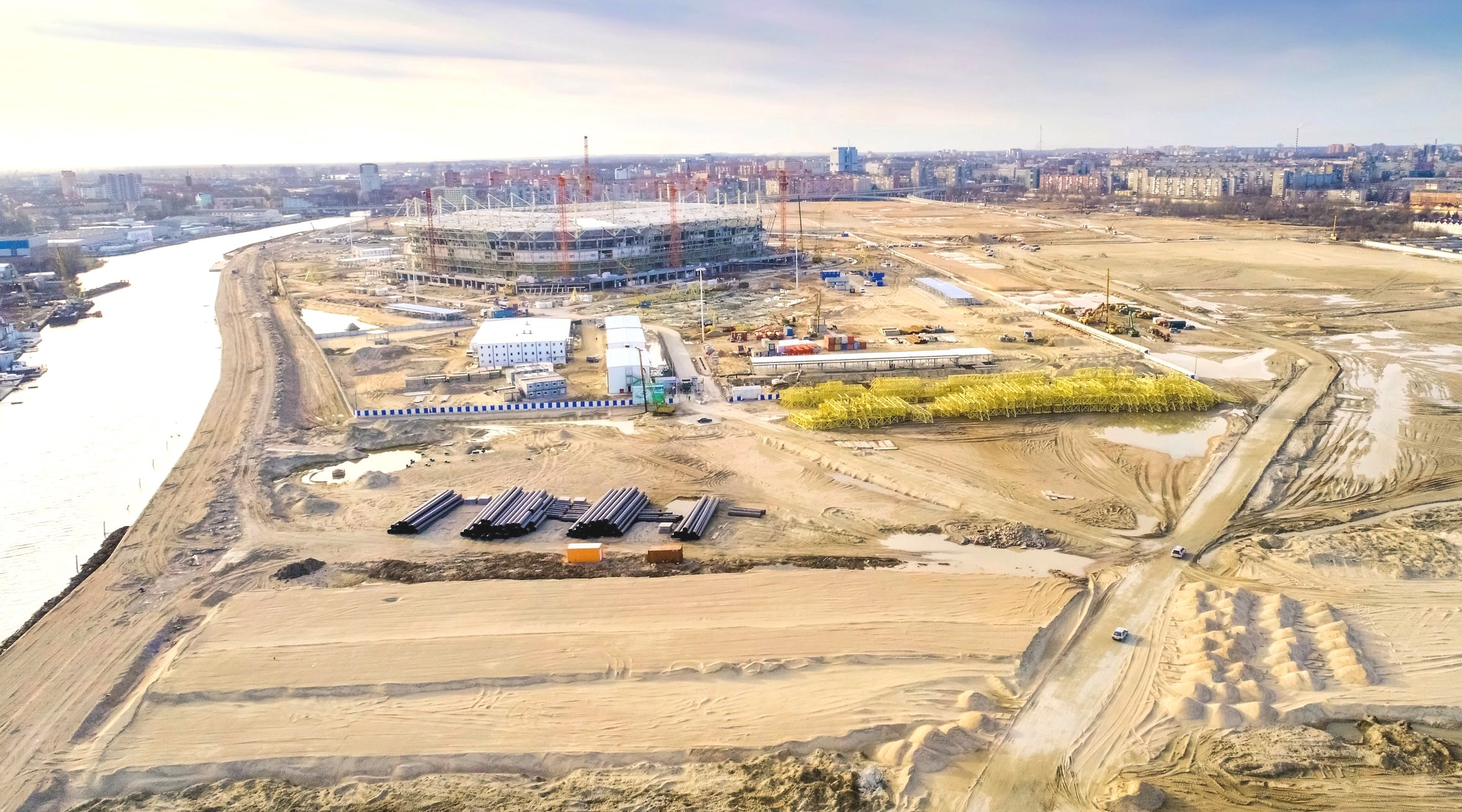
Wyspa Październikowa i budowany stadion (2017)

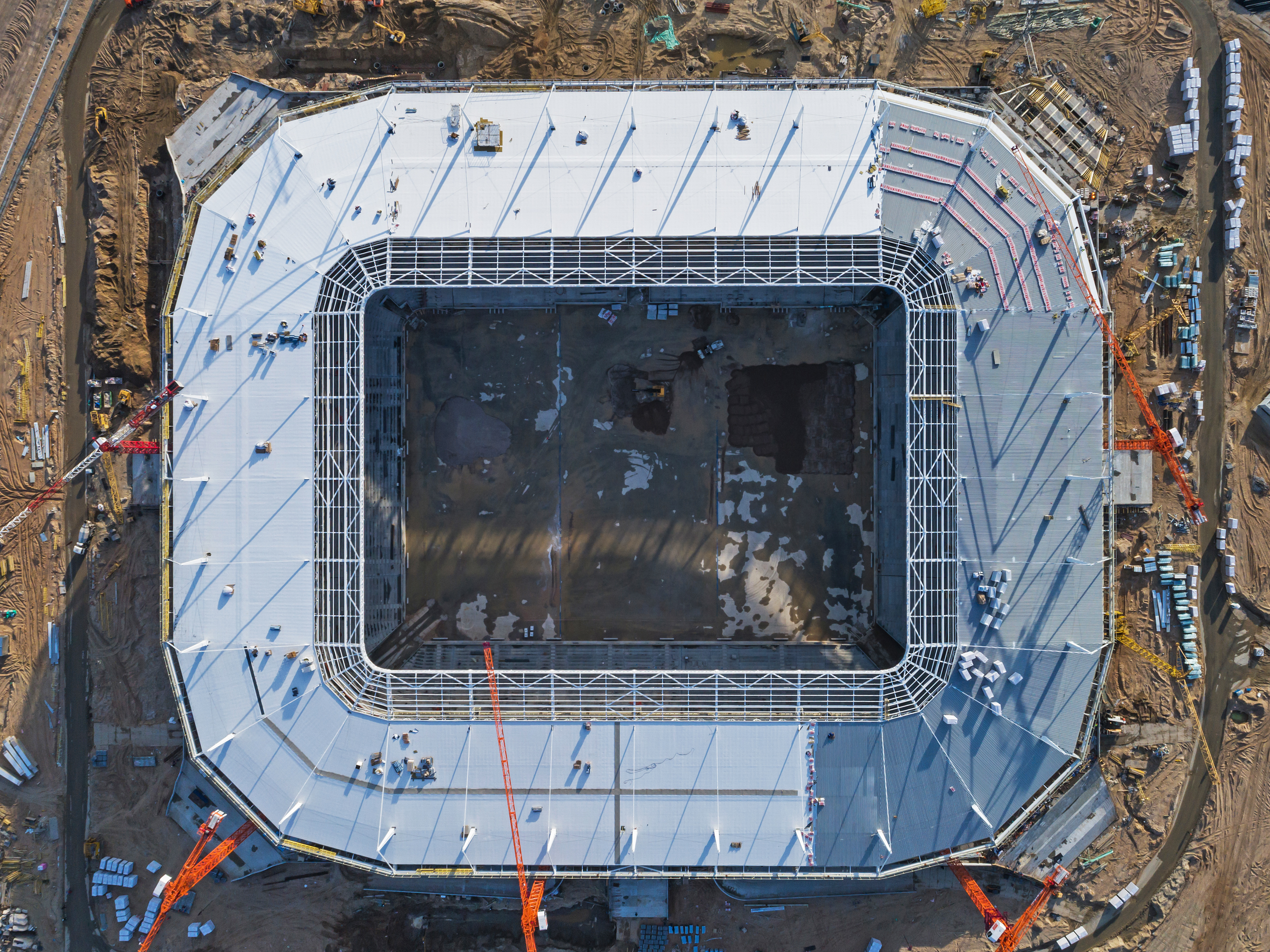
Stadion w trakcie budowy (2017)

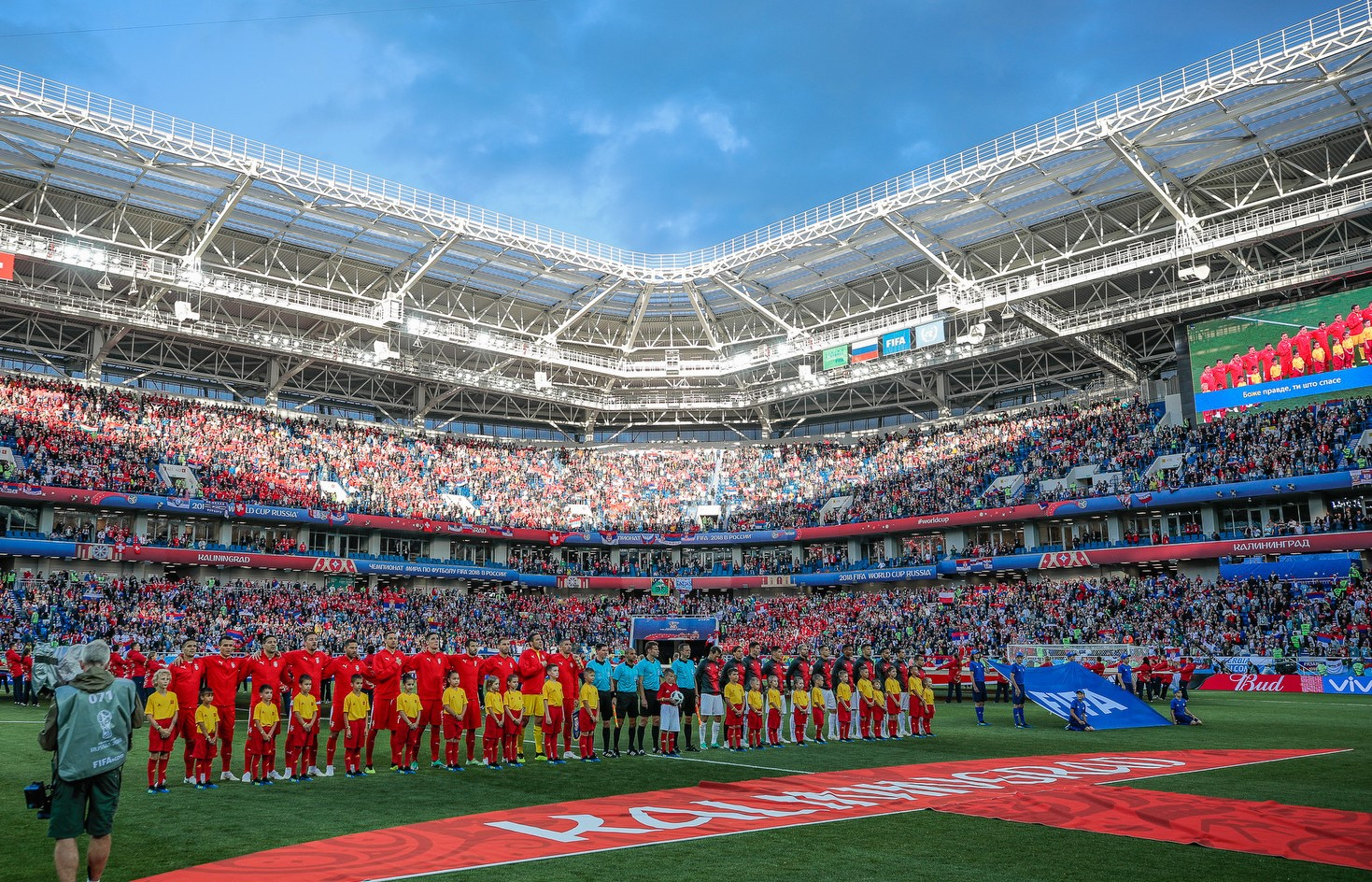
Reprezentacje Serbii i Szwajcarii

Stadion został zaprojektowany w 2014, a zbudowany w latach 2015–2018, kosztem 17,8 mld rubli, specjalnie na mistrzostwa świata. Został umiejscowiony na Oktriabskim Ostrowie (Wyspie Październikowej) na rzece Pregoła – na bagnistych terenach, które do tego czasu pozostawały niewykorzystywane.
Od samego początku obiekt budził kontrowersje związane zwłaszcza z jego lokalizacją, kosztami oraz zmianami projektów. Zwracano uwagę, że to za duży obiekt jak na potrzeby Królewca – na mecze Bałtiki uczęszczało średnio 4–5 tysięcy widzów. Media informowały, że zbudowany na grząskim gruncie stadion zapada się nieznacznie.
Kilkakrotnie zmieniały się projekty stadionu, zbankrutowało biuro architektoniczne, a urzędnicy i budowniczowie stadionu zamieszani byli w korupcję. Jeszcze w 2014 minister sportu Rosji apelował o zmianę lokalizacji. Z uwagi na opóźnienia i problemy finansowe wynikające z kryzysu finansowego w Rosji i drastycznego spadku kursu rubla pojawiły się realne obawy, że obiekt nie zostanie wykonany w terminie. W związku z tym UEFA zgodziła się na zmniejszenie pojemności Stadionu w Królewcu (a także również opóźnionego obiektu w Jekaterynburgu) o 10 tysięcy, a nowy wykonawca – konsorcjum Crocus – otrzymał zadanie zbudowania jak najprostszego obiektu w jak najkrótszym czasie, byleby zdążyć na Mundial. Zgodę na użytkowanie stadion otrzymał w marcu 2018.
Stadion przypomina zacumowany statek, a wzorowany był na stadionie Bayernu Monachium – Allianz Arenie.
Pierwszy mecz na nowym stadionie został rozegrany w kwietniu 2018 w ramach rozgrywek rosyjskiej pierwszej dywizji (poziom drugoligowy) pomiędzy Bałtiką a Kryljami Sowietow Samara, wygrali gospodarze 1:0. Przed przeprowadzką na nowy obiekt drużyna występowała na stadionie Bałtika.
Oficjalne otwarcie miało miejsce w maju, kiedy to Bałtika pokonała FK Tiumeń 3:1. Pierwsze podanie w tym spotkaniu wykonał Anton Alichanow, gubernator obwodu królewieckiego, a stadion został zaprezentowany jako „godny prezent od prezydenta Federacji Rosyjskiej dla Królewca”.

## Mistrzostwa Świata w Piłce Nożnej 2018
Stadion w Królewcu, obok Stadionu Centralnego w Jekaterynburgu był jedną z dwóch najmniejszych aren rosyjskich mistrzostw świata. Na czas mundialu jego maksymalna pojemność wynosiła 33 973 miejsca. Zaplanowano tu rozegranie czterech meczów fazy grupowej:
| Data            | Godzina | Zespół #1 | Wynik | Zespół #2  | Grupa   | Uwagi/Przypisy |
| --------------- | ------- | --------- | ----- | ---------- | ------- | -------------- |
| 16 czerwca 2018 | 21:00   | Chorwacja | 2 : 0 | Nigeria    | Grupa D | 31 136 widzów  |
| 22 czerwca 2018 | 20:00   | Serbia    | 1 : 2 | Szwajcaria | Grupa E | 33 167 widzów  |
| 25 czerwca 2018 | 20:00   | Hiszpania | 2 : 2 | Maroko     | Grupa B | 33 973 widzów  |
| 28 czerwca 2018 | 20:00   | Anglia    | 0 : 1 | Belgia     | Grupa G | 33 973 widzów  |